# Coleophora percanella
Coleophora percanella é uma espécie de mariposa do gênero Coleophora pertencente à família Coleophoridae.